# Mary Seacole
Mary Jane Seacole, també coneguda com Mary Jane Grant,(23 de novembre de 1805-14 de maig de 1881) va ser una infermera britànica-jamaicana, cuidadora i empresària, que va establir l'Hotel britànic (British Hotel) darrere de les línies durant la Guerra de Crimea. Allà proporcionà suport i cures als soldats ferits al camp de batalla. Hereva de la medicina tradicional jamaicana i d'Àfrica Occidental, Seacole va mostrar "compassió, habilitats i valentia mentre que cuidava els soldats durant la Guerra de Crimea, a través de l'ús de remeis amb plantes medicinals”. 
Guardonada pòstumament amb l'Orde del Mèrit jamaicà el 1991, el 2004, va ser votada la millor britànica negra.
Mary Seacole va aprendre infermeria de manera autodidàctica, posant en pràctica els coneixements de medicina tradicional d’arrel africana, transmesos per la seva mare. Les escoles d'infermeria a Gran Bretanya no es van establir fins després de la guerra de Crimea. La primera va ser la Nightingale Training School el 1860 a l'Hospital de St Thomas a Londres. Probablement Mary Seacole pot ser considerada la primera infermera practicant.
A l'esclat de la Guerra de Crimea, Seacole va sol·licitar a l'Oficina de Guerra (War Office) ser inclosa entre el contingent d'infermeria, però va ser rebutjada, de manera que hi anà amb els seus propis recursos i va establir el seu hotel, un petit hospital on va atendre i alimentar als ferits en el camp de batalla. Es va fer popular entre el personal militar, que va recaptar diners per a ella quan es va enfrontar a la misèria després de la guerra.
El 1857 va tenir lloc una gala de quatre dies a la vora del Tàmesi, per honorar a Mary Seacole. Van assistir-hi unes 80.000 persones, inclosos veterans i les seves famílies, així com la reialesa.
Després de la seva mort va caure en l’oblit durant gairebé un segle, per posteriorment ser reconeguda per les fites que va aconseguir com a dona. La seva autobiografia, Wonderful Adventures of Mrs. Seacole in Many Lands (1857), és una de les primeres autobiografies d'una dona mestissa, tot i que l'exactitud d’alguns aspectes que exposa han estat qüestionats pels actuals partidaris de Florence Nightingale. La construcció d'una estàtua d'ella a St Thomas' Hospital de Londres, el 30 de juny de 2016, descrivint-la com a infermera pionera, ha generat controvèrsia i oposició entre els partidaris de Nightingale, com Lynn McDonald, i altres que investiguen el període.

## Primers anys, 1805–25
Mary Jane Seacole va néixer a Kingston, a la colònia britànica de Jamaica, filla de James Grant, un tinent escocès, a l'exèrcit britànic, i una dona jamaicana criolla. La seva mare, la senyora Grant, coneguda com "The Doctress" (guérisseuse, en crioll jamaicà), era una cuidadora que utilitzava medicina tradicional del Carib i l'Àfrica oriental. La senyora Grant també va dirigir Blundell Hall, una pensió familiar al 7 East Street, que era considerat un dels millors hotels de tot Kingston. Molts dels que s’hi allotjaven eren soldats o mariners europeus malalts, la majoria de la febre groga endèmica.
En els segles xvi i xvii, les elits dirigents europees van destruir la medicina popular que havien practicat les dones blanques de classe treballadora. En canvi, les doctress  jamaicanes al segle xviii encara dominaven la medicina popular i tenien un vast coneixement de les malalties tropicals i del seu tractament. El paper d'una doctress jamaicana era una barreja d'infermera, llevadora, massatgista  i remeiera o herbolària, que promovia la bona higiene, ventilació, confort (warmth), hidratació, descans, empatia, bona alimentació i atenció als moribunds. Al costat de la senyora Grant, altres dones com Cubah Cornwallis, Sarah Adams i Grace Donne, cuidaven als esclaus a les plantacions més importants de Jamaica, un segle abans que Florence Nightingale escrivís sobre la importància de la higiene en el seu llibre Notes on Nursing.
Mary Seacole estava orgullosa de la seva ascendència escocesa, i es definia com criolla, terme neutre des d'un punt de vista racial a aquella època i en particular molt més neutra que “fill de colon blanc“. Legalment, era classificada mulata, és a dir mestissa amb drets polítics limitats.
Mary Seacole contà detalladament a la seva autobiografia el seu esforç per tal de distanciar-se de la imatge estereotipada del “crioll mandrós”. Allò no l'impedeix d’estar orgullosa de la seva amistat amb alguns esclaus negres americans, i del seu color de pell “amb alguns matisos més bruns”.
Mary Seacole va passar alguns anys a casa d'una dona gran (la meva “amable patrona”), on va ser tractada com un  membre més de la família i on va rebre una bona educació. Com a filla educada d'un oficial escocès i una dona negra lliure i amb un negoci respectable, Seacole hauria tingut una posició alta en la societat jamaicana.
Al voltant de 1821, Seacole va a Anglaterra, a Londres, on va romandre durant un any a casa d’uns familiars comerciants i en tornar a Jamaica va dur algunes mercaderies per vendre. A la seva autobiografia recull impressions sobre els escarnis que podien rebre les persones de pell fosca al carrer.

## Al Carib, 1826-1851
Ja a Jamaica, Mary Seacole tornà a casa de la seva “amable patrona” per cuidar-la durant una malaltia, que la portarà finalment a la mort alguns anys més tard. Mary s’instal·là llavors amb la seva família, a Blundell Hall, i treballà al costat de la seva mare. De tant en tant era requerida per l'hospital de l'exèrcit britànic i viatjà per diferents illes del Carib.
El 1836, es va casar amb Edwin Horatio Hamilton Seacolei es traslladaren a Black River on van obrir una botiga de queviures que no va prosperar. Van tornar a Blundell Hall a principis de la dècada de 1840.
Durant 1843 i 1844, Seacole va patir una sèrie de desastres personals. Un incendi a Kingston va cremar Blundell Hall, i va ser substituït per New Blundell Hall. Llavors en poc temps morí el seu marit i la seva mare. Després d'un període de dol va assumir la gestió de l'hotel de la mare.
Seacole, es concentrà en la seva feina i rebutjà algunes ofertes de matrimoni. La seva feina va ser coneguda pels militars europeus que visitaven Jamaica i que sovint es quedaven a  Blundell Hall. Va tractar i cuidar pacients en l'epidèmia de còlera de 1850, que va matar uns 32.000 jamaicans. Llavors es quan adquireix una experiència que li serà útil en el transcurs dels cinc anys posteriors.

## Amèrica Central, 1851-1854
El 1850, el seu germanastre Edward es trasllada a Cruces, Panamà, on obre un hotel que acull els viatgers que anaven camí de Califòrnia atrets per la “Febre de l’or”. Per arribar a Califòrnia existia una ruta que consistia a travessar l'istme de Panamà amb mules i canoes.
El 1851, Seacole va viatjar a Cruces per visitar el seu germà. Poc després de la seva arribada, la ciutat va ser colpejada pel còlera, una malaltia que havia arribat a Panamà el 1849. Seacole va tractar la primera víctima que va sobreviure, el que li donà una reputació i que portà una successió de pacients a mesura que la infecció s'estenia. Els rics pagaven, però ella va tractar els pobres de franc. Molts, rics i pobres, van morir. Ella va evitar utilitzar l'opi, preferint els cataplasmes de mostassa, el laxant calomel (clorur de mercuri), els sucres d'acetat de plom i la rehidratació amb aigua bullida amb canyella.Mentre que els seus remeis van tenir un èxit moderat, es va enfrontar a poca competència, els únics altres tractaments provenien d'un "petit dentista tímid", que era un metge inexpert enviat pel govern de Panamà, i l'Església catòlica romana.

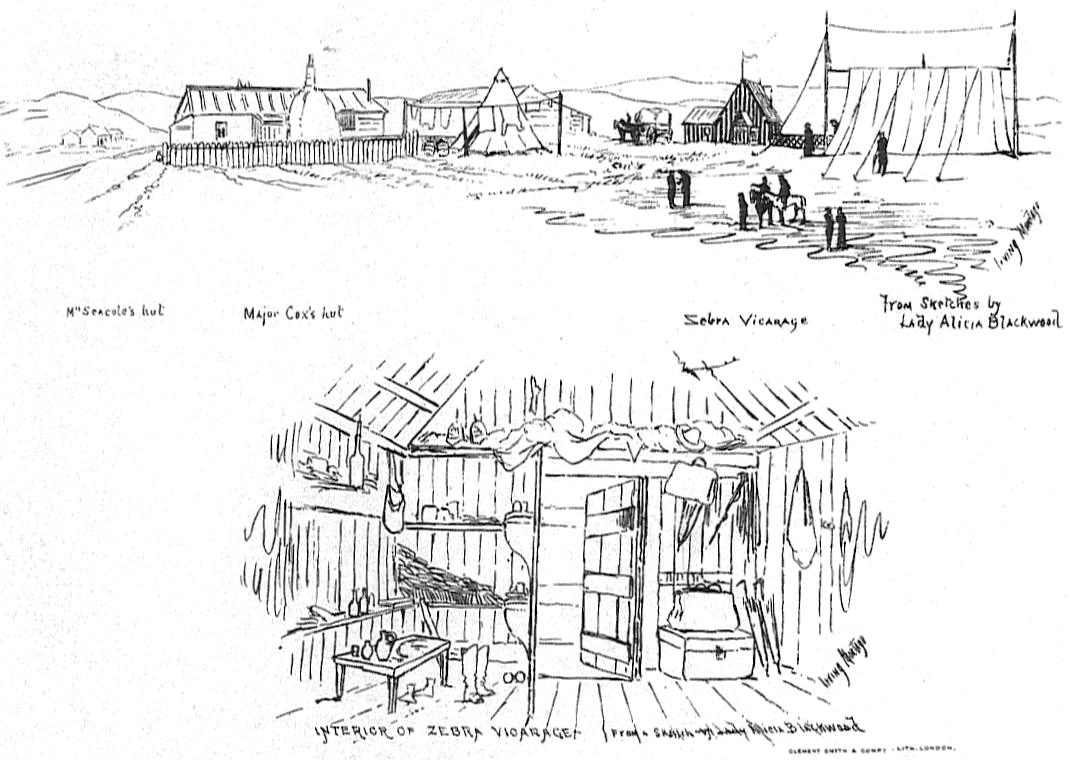
Esbós del British Hotel de Mary Seacole a Crimea, per lady Alicia Blackwood (1818–1913), amiga de Florence Nightingale

Va realitzar una autòpsia en un nen orfe al qual havia cuidat, que li va donar un nou coneixement "decididament útil". Al final d'aquesta epidèmia ella mateixa va contraure el còlera, obligant-la a descansar durant diverses setmanes. Es va guanyar el reconeixement de tota la població.
Malgrat els problemes de malalties i clima, Panamà era la ruta preferida entre les costes dels Estats Units. En veure una oportunitat de negoci, Seacole va obrir un hotel que després traslladà. Durant un viatge a Jamaica des de Panamà patí una situació de racisme al no permetre-li pujar a un vaixell nord-americà.
De retorn a Jamaica es requerida per l'exèrcit britànic per atendre malalts de febre groga.
Mary estava a Panamà, on tractava de liquidar els ruïnosos negocis que havia fet associant-se amb un parent del seu marit, Thomas Day, (ruïnosos perquè havia invertit tot en una mina d'or que la va obligar a travessar la selva en piragua per a descobrir que no hi havia metall per cap part), quan assabenta per la premsa sobre l'esclat de la guerra contra Rússia i les notícies de l'escalada de la Guerra de Crimea. Va decidir viatjar a Anglaterra per oferir-se com a infermera amb experiència en la cura amb herbes medicinals, per experimentar la "pompa, orgull i circumstància d'una guerra gloriosa", com ella la va descriure en el capítol de la seva autobiografia. Una part del seu raonament per anar a Crimea era que coneixia alguns dels soldats que es van desplegar allà. En la seva autobiografia explica com va sentir parlar de soldats que havia cuidat en els regiments que eren enviats de tornada a Anglaterra en preparació per als combats a la península de Crimea.

## La Guerra de Crimea, 1853-1856

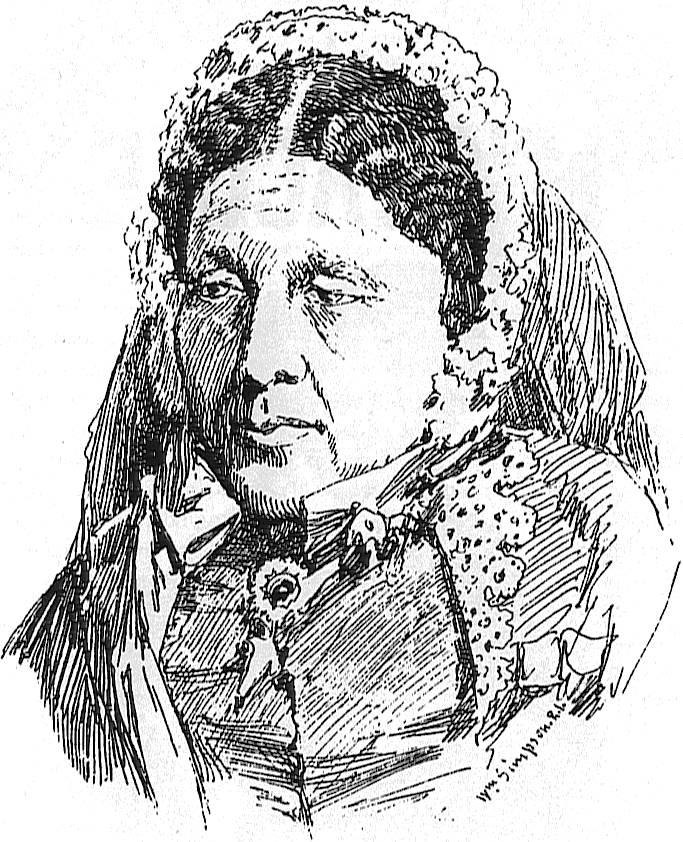
Esbós de Mary Seacole per l'artista de guerra William Simpson (1823-1899), c. 1855

La Guerra de Crimea va durar des d'octubre de 1853 fins a l'1 d'abril de 1856 i va enfrontar l'Imperi Rus contra una aliança del Regne Unit, França, el Regne de Sardenya i l'Imperi Otomà. La major part del conflicte va tenir lloc a la península de Crimea a la mar Negra i Turquia.
Milers de tropes de tots els països involucrats van ser reclutades i enviades a la zona, i les malalties van esclatar immediatament. Centenars de persones van morir, principalment de còlera. Centenars més moririen esperant ser enviats fora, o en el viatge. Les seves perspectives eren poc millors quan arribaven als hospitals mal dotats de personal, poc saludables i abarrotats que eren l'única provisió mèdica per als ferits. A la Gran Bretanya, una carta incisiva a The Times el 14 d'octubre va provocar que Sidney Herbert, Secretari d'Estat per a la Guerra, s'apropés a Florence Nightingale per formar un destacament d'infermeres per ser enviades per salvar vides. Les entrevistes es van celebrar ràpidament, els candidats adequats van ser seleccionats, i Nightingale va marxar a Turquia el 21 d'octubre.
Mary Seacole va fer el trajecte fins a Anglaterra, amb cartes de recomanació de doctors de Jamaica i de Panamà. A la seva arribada es presenta al War Office, per ser enviada a Crimea com a infermera de l'exèrcit, però no arriba a ser entrevistada. Comença a prendre consciència dels prejudicis racials. Mary Seacole retrobà a Gran Bretanya el racisme que havia trobat ja a Panamà. Comprèn que mai serà entrevistada i es preferiran altres candidates.
Mary Seacole es va decidir finalment a viatjar fins a Crimea amb els seus propis recursos, per obrir-hi un British Hotel. Anuncià la seva arribada imminent, per obrir un lloc per acomodar militars malalts o convalescents. Thomas Day, un conegut del Carib, l’ajudà a reunir mobles i s'embarcà el 27 de gener de 1855 cap a Constantinoble. En una escala a Malta, Mary Seacole trobà un doctor que acabava de deixar Scutari, i que li escriu una carta de recomanació a l'atenció de Florence Nightingale.
Després de la seva arribada a Constantinoble, visità l'hospital de Florence Nightingale a Scutari (Üsküdar). Hi troba entre els pacients moltes cares familiars de les Antilles. Trobà Florence Nightingale, i li va proposar una vegada de més de treballar per a ella, però sense exit.
Es dirigeix a Balaklava, just darrera la línia de foc i a prop del campament britànic, on volia construir el seu hotel. Mary Seacole reuní tot el que va poder recuperar per a la construcció d’aquest. Trobà una localització que batejà Spring Hill.
El nou British Hotel va obrir al març 1855. L'edifici venia de tot «des de l'agulla fins a l'àncora» als oficials de l'exèrcit i als visitants (sutler en anglés). També hi servien menjars. Molts clients compraven a crèdit, la qual cosa li plantejarà problemes més tard. La part de dalt estava reservada per atendre malalts i ferits, 
Malgrat els robatoris freqüents, en particular de provisions, l'establiment era pròsper. L'hotel estava obert sis dies per setmana i tancat el diumenge, i Mary Seacole havia pogut inscriure's en una mena de rutina. Obria d'hora per servir els cafès del matí i a continuació dispensar les cures als pacients.

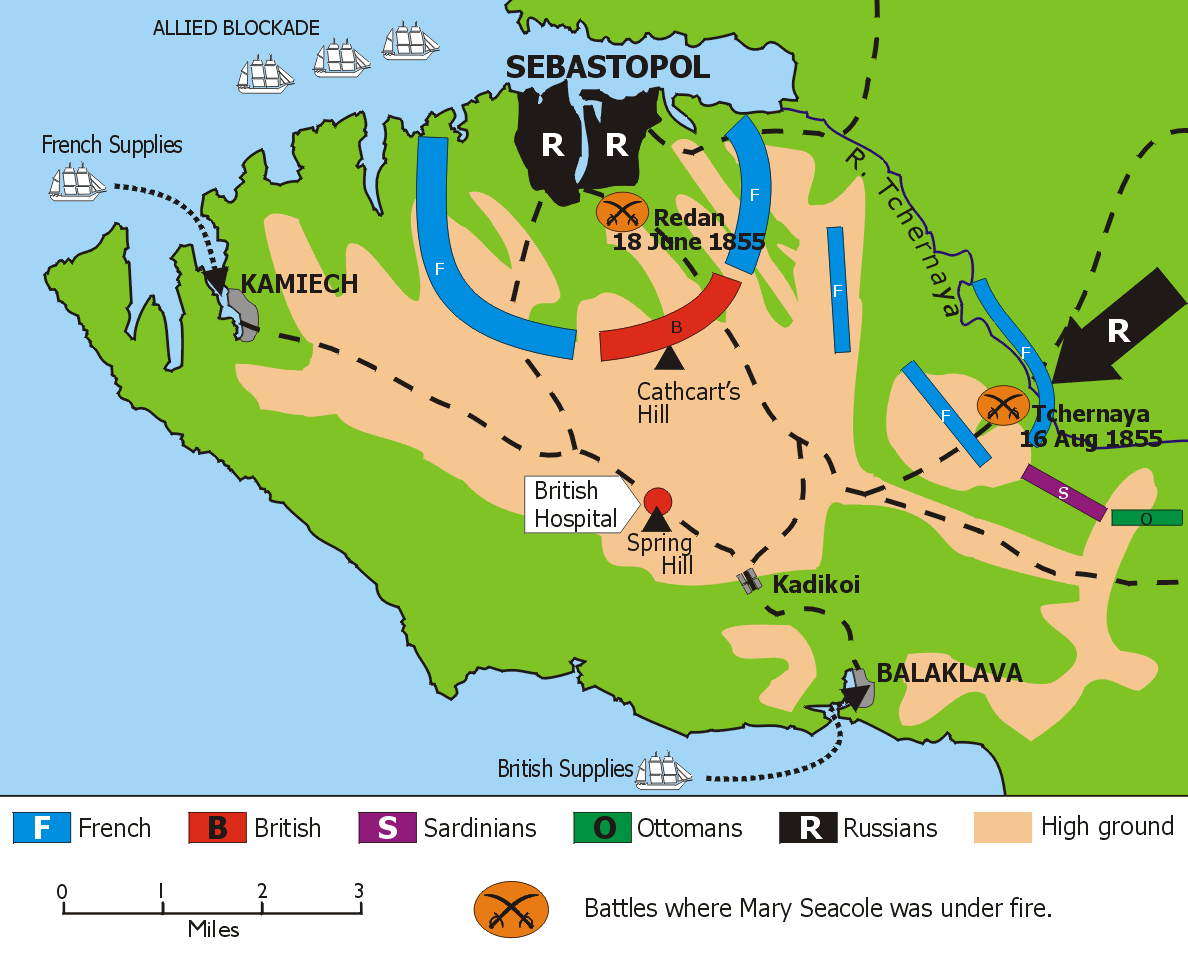
El mapa que il·lustra la implicació de Mary Seacole a la guerra de Crimea

Mary s’acostava fins a les trinxeres per vendre té, llimonada o tabac i fer cures quan era necessari. L'exèrcit britànic la coneixia sota el nom de «Mare Seacole».
Florence Nightingale sempre es mostrà ambivalent en els seus comentaris respecte la tasca de Mary Seacole, segons es desprèn de la correspondència que es conserva. El British Hotel venia l'alcohol, i acollia també bé viatgers i soldats, la qual cosa va conduir a Nightingale a acusar més tard Seacole de portar un establiment de dubtosa moralitat. Alguns anys més tard, en una carta adreçada l'any 1870 al seu cunyat, Sir Harry Verney, escriu: “[Mary Seacole] guardava - no diria una mala casa – però no pas lluny, durant la Guerra de Crimea. […] era veritablement amable amb els homes, i en particular amb els oficials, els ha fet bé”. Més tard, en una segona carta, va més lluny, declarant que Mary Seacole ”era una dona de mal caràcter”, que guardava una “mala casa”, és a dir un prostíbul. Aquests comentaris potser són únicament del sentiment de superioritat social de Nightingale. En efecte, quan les infermeres d'aquesta última eren enviades a l'hospital Land Transport, al costat del British Hotel, tenien ordre d'evitar tot contacte amb l'establiment i Mary Seacole. Tanmateix, una carta datada del 30 de juny de 1856 de John Hall, inspector general dels hospitals, subratlla la seva gratitud cap a Mary Seacole per a la seva ajuda. Malgrat tot, quan Seacole va arruinar-se després de la guerra, Florence Nightingale va estar un dels donants anònims de la Seacole's Testimonial Fund.
El 1856 s’inicien a París les negociacions de pau. Amb la retirada dels soldats de Crimea. Mary Seacole s'enfrontà a una situació financera difícil, d'un costat els soldats marxen, deixant els seus deutes impagats, de l'altre els encàrrecs fets als proveïdors li van arribant i els creditors demanen ser pagats. 

## Retorn a Londres, 1856-1860

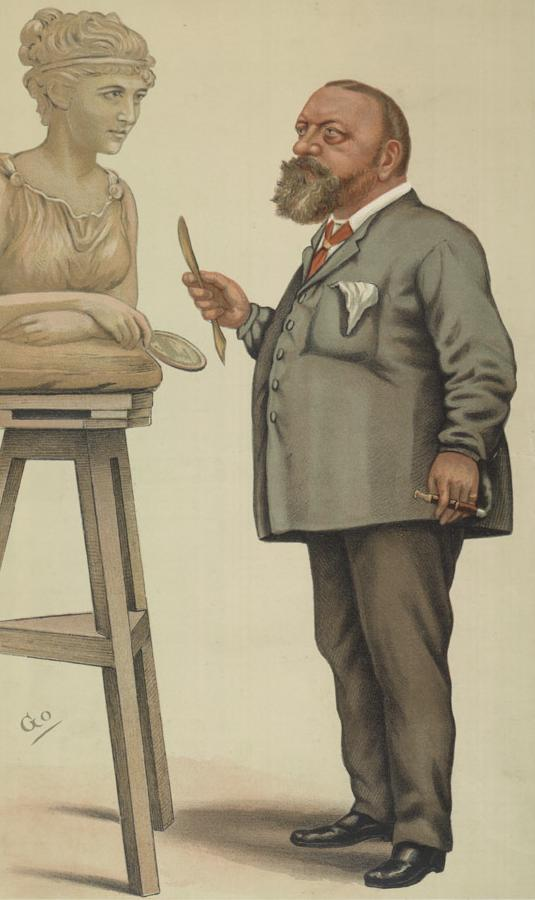
Seacole es declarà en fallida en retornar a Londres. El comte de Gleichen nebot, de la reina Victòria, (a dalt) hi havia esdevingut amic seu a Crimea i va donar suport a diverses iniciatives a favor seu.

A la seva tornada a Anglaterra, Mary Seacole està en fallida i malalta. Arribà a l'agost 1856, i va considerar d'obrir una botiga amb Thomas Day a Aldershot (Hampshire), però res no es concretà. Va assistir amb 2.000 soldats a una celebració donada el 25 d'agost de 1856 en honor de Florence Nightingale a Kennington als jardins Reials de Surrey. Segons The Times i News of the World Mary Seacole va ser  calorosament rebuda per la multitud, acompanyada de dos sergents que la protegien de la pressió de la multitud.
En aquesta època, Seacole va començar a portar medalles militars. Sembla que li van atorgar quatre: la British Crimea Medal, la Légion d'honneur francesa i la Turkish Order of the Medjidie a més d'una de Sardenya.
Tanmateix les seves dificultats financeres s'agreugen, és perseguida pels creditors del hotel de Crimea.
El trist destí de Mary Seacole apareix en la premsa britànica i el Punch va llançar una subscripció pública per ajudar-la.

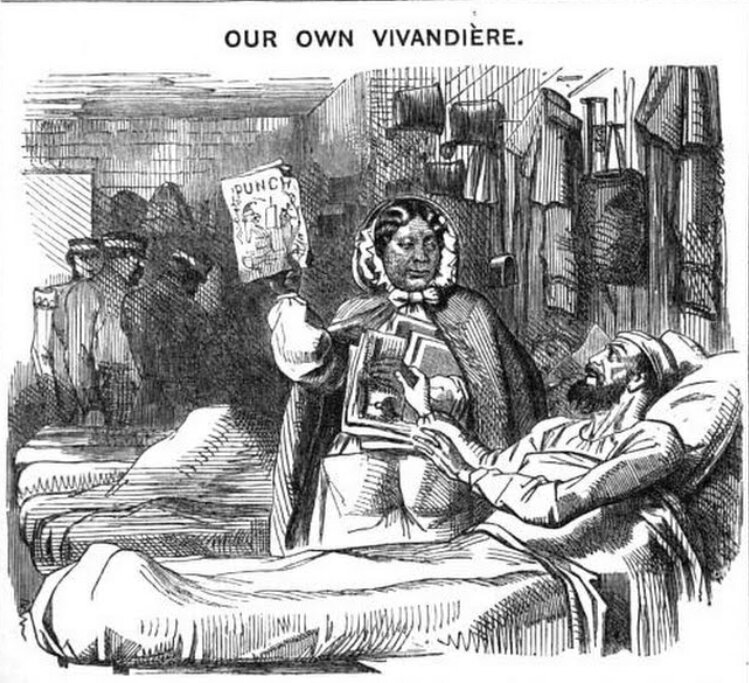
Mary Seacole, amb un dels seus pacients a la guerra de Crimea (Punch, 30 de maig de 1857).

Al maig 1857 considerà de marxar a Índia per administrar cures als ferits de la Rebel·lió índia de 1857 (Indian Rebellion), però al final va haver de desistir.
Al juliol 1857, publicà una autobiografia explicant els seus viatges: Wonderful Adventures of Mrs. Seacole in Many Lands. Es tractava de la primera autobiografia escrita per una dona negra a Gran Bretanya.

## Darrers anys de vida, 1860-1881

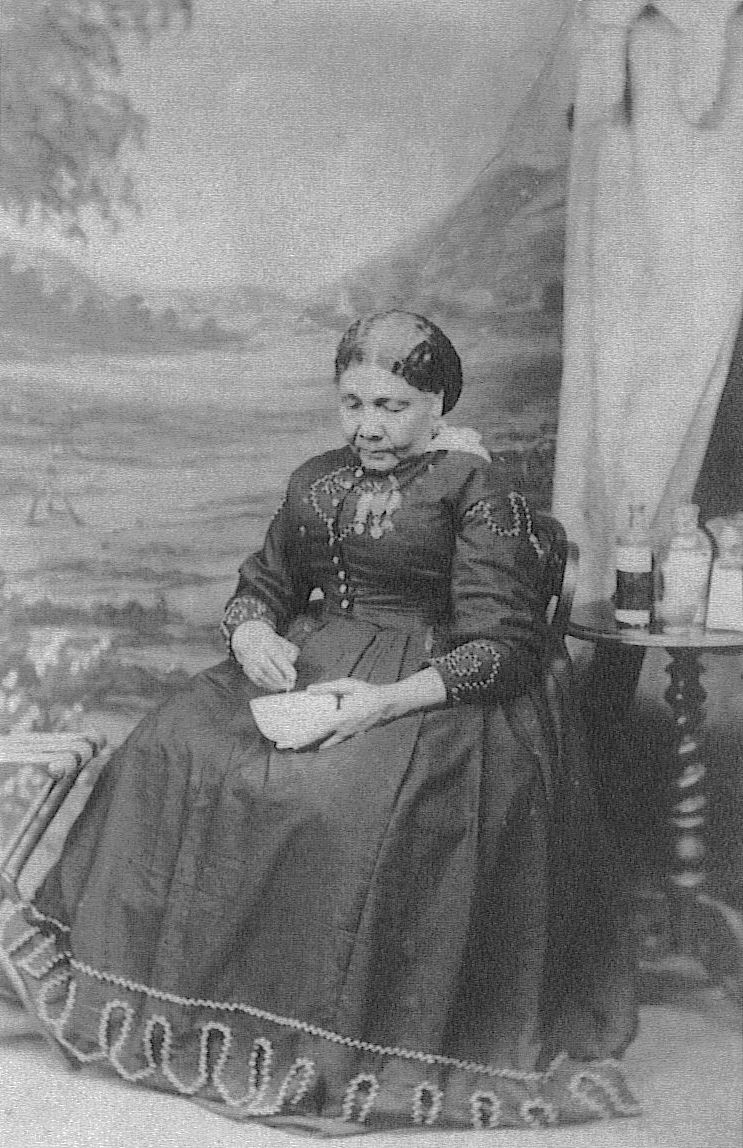
Un de dues fotografies conegudes de Mary Seacole, de Maull & Company de Londres (c. 1873)

Mary Seacole s'uneix a l'església catòlica cap a 1860 i tornà a Jamaïca, L'any 1867, va patir de nou dificultats financeres, i la Seacole's Testimonial Fund a Londres ressuscità per ajudar-la.
L'any 1870, Mary Seacole tornà a Londres. Els seus projectes són confusos, se sap que la seva vinguda havia suscitat intercanvis de correu entre Florence Nightingale i el seu cunyat, Sir Harry Verney (espòs de Parthénope, la germana de F. Nightingale), se suposa doncs que s’havia apropat a aquest últim. S’ha plantejat que potser amb la idea de proposar els seus serveis en la Guerra francoprussiana.
A Londres, Mary Seacole va treballar per la família reial com a massatgista a partir de les coneixences fetes a Crimea
Mary Seacole morí l'any 1881 en el seu domicili de Paddington, a Londres, d'apoplexia segons els informes de defuncions.

## Reconeixement

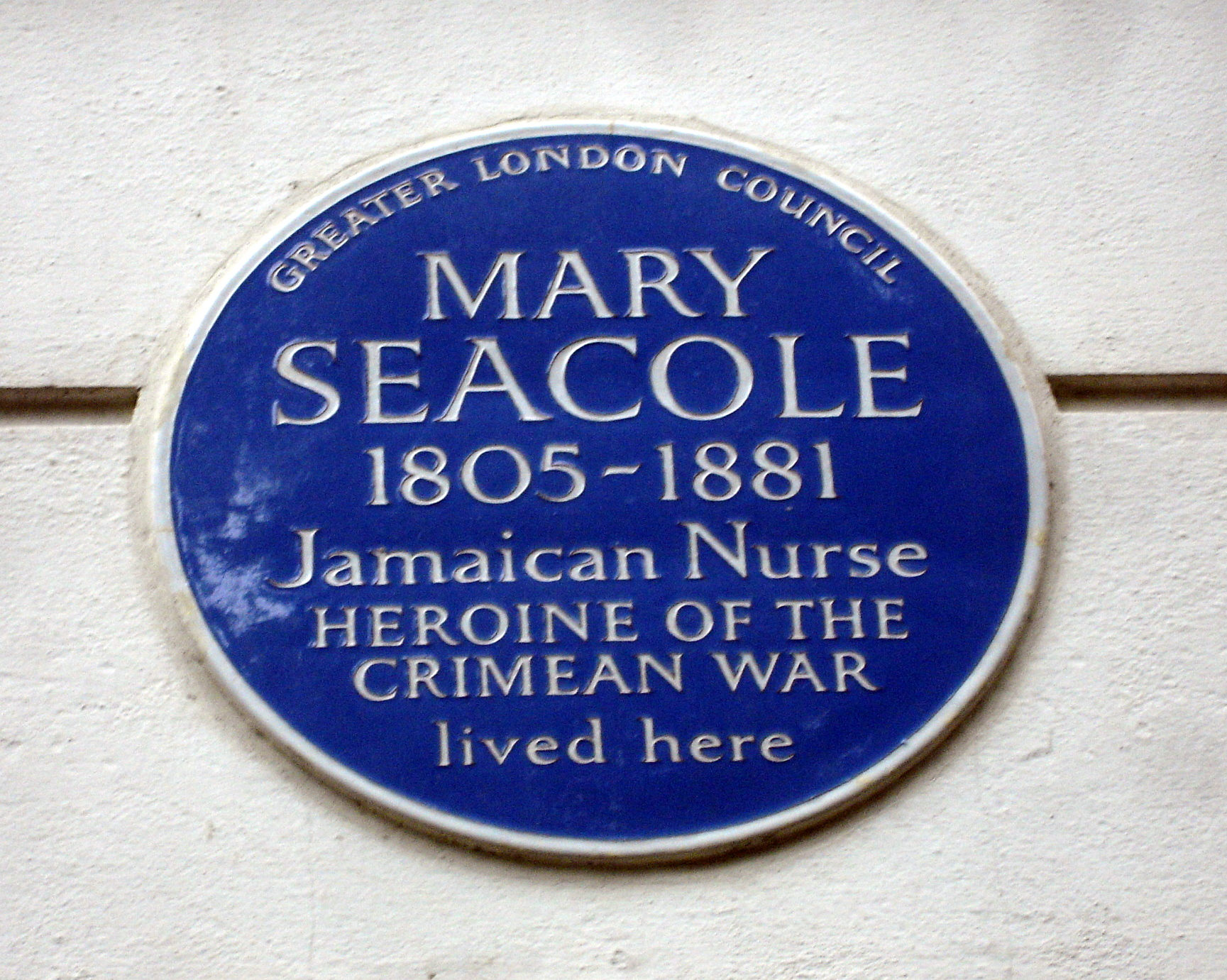
Placa commemorativa a 14 Soho Square a Londres, a la casa on va viure Mary Seacole

Encara que hagués estat reconeguda al final de la seva vida, Mary Seacole va ser oblidada ràpidament. El seu treball a Crimea fou eclipsat per Florence Nightingale durant molt de temps. Tanmateix, aquests últims anys s’ha recuperat l'interès per a ella i s’han fet esforços per donar a conèixer millor les seves accions.
Seacole ha esdevingut un símbol de les actituds racials i de les injustícies socials a Gran Bretanya en el transcurs d'aquest període. És citada per exemple com una “negra oculta de la història” en els Versicles satànics de Salman Rushdie com Olaudah Equiano: “Veieu, heus aquí Mary Seacole, que ha fet a Crimea tant com una altra senyora de llum màgica, però sent negra, a penes podia ser vista amb la flama de la llàntia de Florence”.
Actualment, entre altres accions, les cases de Londres en les quals havia viscut tenen plaques commemoratives, (a 157 Georges Street, 147 Georges Street i 14 Soho Square).
Hi ha una estàtua de Mary Seacole, feta per Martin Jennings (2016), al Saint Thomas's Hospital de Londres.

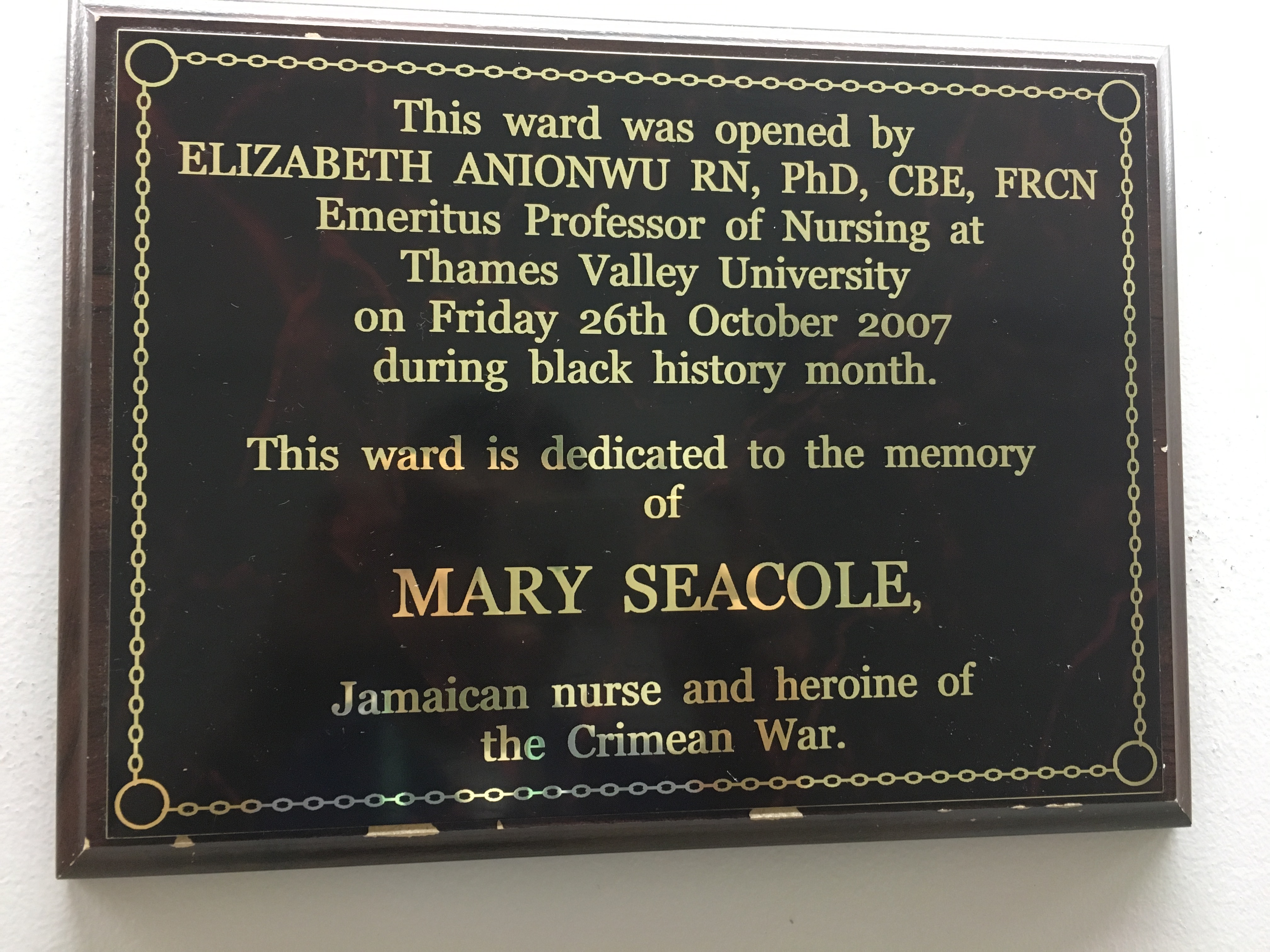
Pabelló Mary Seacole al Whittington Hospital de Londres

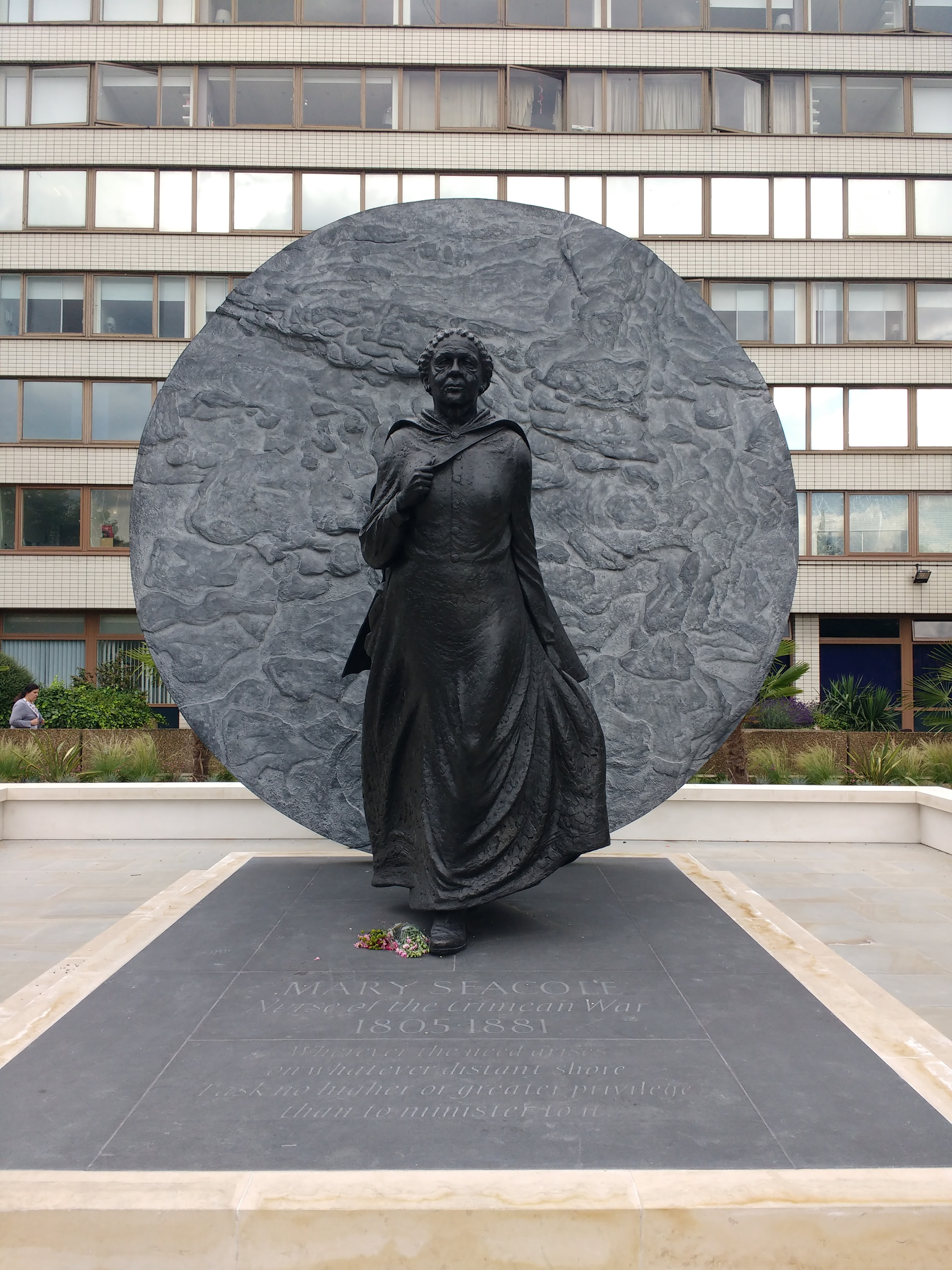
Estàtua de Mary Seacole a St Thomas'Hospital, Londres, per Martin Jennings

## Controvèrsies
Però malgrat, tot, encara avui el reconeixement de Seacole és controvertit. Mentre la professora de sociologia Lynn McDonald ha escrit que "...el suport a Seacole s'ha utilitzat per atacar la reputació de Nightingale com a pionera en salut pública i infermeria.". Martin Jenning i Gretchen Gerzina han suggerit que el color de la pell de Seacole ha tingut un paper important en la resistència d'alguns dels seguidors de Nightingale a reconèixer-la.